# みよし市民病院
みよし市民病院（みよししみんびょういん）は、愛知県みよし市三好町にある医療機関。

## 沿革
1964年（昭和39年）、三好町農業協同組合（現：あいち豊田農業協同組合）より三好町（現：みよし市）に移管され三好町立三好診療所として開設された公立病院である。1977年（昭和52年）に三好町立三好病院に改称し、2001年（平成13年）5月には現在地に病院を新築移転し三好町民病院に改称。2010年（平成22年）1月には三好町が市制施行に伴いみよし市となったため、みよし市民病院に改称した。救急告示病院の指定を受けている。

## 診療科
- 内科、外科、整形外科、泌尿器科、耳鼻咽喉科、皮膚科、小児科、眼科、検診科、放射線科、リハビリテーション科、検査科、薬剤科、栄養科

## 交通アクセス
- 名古屋市営地下鉄鶴舞線「赤池駅」から名鉄バス衣ヶ原経由豊田市ゆきに乗り換え「みよしサンアート前」バス停で下車、徒歩約5分。
- さんさんバス「みよし市民病院」バス停下車。